# Верцишево (Підляське воєводство)
Верцишево (пол. Wierciszewo) — село в Польщі, у гміні Візна Ломжинського повіту Підляського воєводства.
Населення — 114 осіб (2011).
У 1975-1998 роках село належало до Ломжинського воєводства.

## Демографія
Демографічна структура станом на 31 березня 2011 року:
|          | Загалом | Допрацездатний вік | Працездатний вік | Постпрацездатний вік |
| -------- | ------- | ------------------ | ---------------- | -------------------- |
| Чоловіки | 65      | 8                  | 47               | 10                   |
| Жінки    | 49      | 9                  | 27               | 13                   |
| Разом    | 114     | 17                 | 74               | 23                   |